# Nilda Ismael do Nascimento
Nilda Ismael do Nascimento, med smeknamnen Nilda och Nildinha, född 25 mars 1972 i Luís Gomes, är en brasiliansk före detta fotbollsspelare (anfallare).
Nilda representerade under karriären bland annat SC Corinthians och AD Saõ Caetano, och spelade även fotboll professionellt i Sverige, Spanien och Italien. Hon gjorde 39 matcher i den brasilianska landslagströjan och 32 landslagsmål.